# Edmund Meschke
Edmund Meschke, in englischsprachigen Texten auch Moeschke (* 4. März 1936 in Hamburg; † 26. Dezember 2007) war ein deutscher Kinderdarsteller und Laien-Schauspieler.

## Leben
Meschke, damals elf Jahre alt und Sohn eines gleichnamigen Stallmeisters und Kunstreiters der Hohen Schule im Zirkus Barlay, wurde vom italienischen Regisseur Roberto Rossellini im Juli 1947 beim Besuch einer Sonder-Vorstellung entdeckt und mit der Hauptrolle des „Edmund Koehler“ in dem neorealistischen Film Deutschland im Jahre Null (ital. Germania anno zero) besetzt. Rossellini soll nach einem Jungen Ausschau gehalten haben, der äußerlich an seinen damals gerade verstorbenen Sohn Romano erinnerte, weshalb er Meschke beim Vorsprechen im Hotel auch entsprechend frisierte und prompt von dessen Ähnlichkeit angetan war. Möglicherweise fühlte sich Rossellini durch Meschke auch an einen Angehörigen seiner zeitweiligen Lebensgefährtin, der deutschen Schauspielerin Roswit(h)a Schmidt erinnert: „Das Vorbild für den Jungen, der eine so schwierige Kindheit hat, dass er sich am Ende der sichtbaren Geschehnisse selbst umbringen wird, stammt kaum von seinem latinisch wirkenden Sohn Romano, vielmehr offenbar von Roswithas Halbbruder Claus, der selbst eine ähnlich schwierige Kindheit erlebte und zu dem auf der Leinwand erscheinenden Edmund Meschke eine viel größere physiognomische Ähnlichkeit aufwies.“
„Du musst sehr reich sein, nur sehr reiche Leute können sich in Deutschland eine Tischdecke leisten“, soll Meschke beim Betrachten der vergleichsweise opulenten Zimmer-Einrichtung bemerkt haben, in der Rossellini ihn zum Mittagessen einlud. „Das wirst du in meinem Film sagen“, so die Antwort des begeisterten Regisseurs. Max Colpet, der am Drehbuch des Films mitwirkte, schrieb in seinen Lebenserinnerungen über Meschke: „Er war für die Rolle nicht nur zu jung, sondern überaus sensibel, liebte seine Eltern, kaufte von seiner Gage Blumen für die Mutter.“
In einer italienischen Rezension des 1948 uraufgeführten Film hieß es: „Das Kind war der Sohn eines Pferdetrainers. Dieses niedliche und melancholische Gesicht, dessen Gesichtsausdruck jedoch von den Gräueltaten des Krieges geprägt war und sein Antlitz manchmal hart erscheinen ließ, faszinierte den Regisseur. In diesen Zügen entdeckte er die Einsamkeit der verlorenen Kindheit des Protagonisten, jene unterschwellige Traurigkeit, die typisch für jene Kinder ist, die, anstatt von Erwachsenen beschützt zu werden, gezwungen sind, sich umgekehrt in einem schmerzhaften Rollentausch um sie zu kümmern.“
Der Spiegel sprach während der Dreharbeiten im Sommer 1947 in den Ruinen von Berlin von einem „zufällig aufgegabelten elfjährigen blonden Steppke“ und berichtete zur Uraufführung des Films in seiner Ausgabe vom 23. Juli 1948, die „ausgehungerten“ Berliner Darsteller hätten bei den nachfolgenden Atelieraufnahmen in Rom „in Windeseile“ ihre Gagen aufgegessen: „Edmund Meschke machte trotz seiner dreizehn Jahre eine Ausnahme. Nie riss er aus, und für seine ersten Lire kaufte er sich statt Schokolade einen Kinderrevolver. Mit dem legte er im Atelier einen nach dem andern um. Er war böse, wenn jemand dabei nicht stillhalten wollte. Edmund ist die Hauptfigur des Films und genau so wenig Berufsschauspieler wie alle anderen Mitwirkenden. Rossellini entdeckte ihn in einer Reitbahn am Zoo. Die anderen suchte er sich auf Berlins Trümmerstraßen zusammen. Nichts als sich selbst hatten sie zu spielen.“
In Rom, wo die deutschen Darsteller während der Atelieraufnahmen in den Titanus-Studios von zahlreichen italienischen Zaungästen nach den Erinnerungen von Max Colpet wie „wilde Tiere“ begafft wurden, erkrankte Meschke und musste zwei Wochen das Bett hüten, eine Zeit, die er deshalb in guter Erinnerung hatte, weil sich Regisseur Rossellini täglich um ihn kümmerte. Die Filmcrew soll Meschke so sorgsam „wie ein rohes Ei“ behandelt haben, was den jungen Darsteller ärgerte, weil er gern als Erwachsener wahrgenommen worden wäre. Meschke soll erhebliche Probleme gehabt haben, seinen Text zu memorieren. Weil er damals offenbar wegen mangelnder schulischer Bildung auch noch nicht sonderlich gut lesen konnte, so einer seiner Filmpartner, kamen auch keine Texttafeln in Frage. Stattdessen wurde ihm unauffällig souffliert.
In einer zeitgenössischen Filmkritik urteilte der britische New Statesman and Nation 1949 über den kindlichen Hauptdarsteller: „Ob Meschke in der Rolle brillant oder beschränkt ist, das ist schwer auszumachen - nicht er selbst, sondern seine Taten verraten ihn. Das war offensichtlich Rossellinis Absicht, und die Wirkung auf das Publikum ist, gelinde gesagt, stark.“ Andere Kritiker verglichen Meschke mit dem damals viel gerühmten 8-jährigen britischen Kinderdarsteller Bobby Henrey, der 1947 in dem Film Kleines Herz in Not besetzt war.
Edmund Meschke spielte nur in diesem einen Film mit. Er ging später einer beruflichen Tätigkeit nach, „die insofern noch mit der Zirkusarbeit zu tun hat, als sie körperlich recht anstrengend ist“. Über seine Erfahrungen bei den Dreharbeiten soll Meschke, der in den 1990er Jahren in einem süddeutschen Dorf lebte, „jedes nähere Gespräch verweigert“ haben.

## Filmografie
- Deutschland im Jahre Null (1948)